# Euploïdie
Euploïdie, verkorte vorm van: eupolyploïdie ((en)  Whole Genome Duplication, WGD) is een genoommutatie (ploïdiemutatie) waarbij vermeerdering of vermindering met volledige chromosomensets optreedt van het totale aantal chromosomen in de celkern.
Bij euploïdie krijgen bij een celdeling de beide dochtercellen een gelijk aantal chromosomen. Afhankelijk van het aantal chromosomensets in de diplofase wordt het genoemd: triploïde (3n), tetraploïde (4n), hexaploïde (6n), met een algemene term: polyploïde. Als het bij een organisme om een oneven aantal (anorthoploïdie) gaat leidt de verdeling van chromosomen slechts zelden tot normale gameten; triploïde organismen zijn dan ook gewoonlijk steriel. Als het om een even aantal veelvouden van het genoom gaat (orthoploïdie), zijn de organismen gewoonlijk vruchtbaar. Dit verschijnsel is wijdverbreid onder de planten.
Er kunnen twee vormen worden onderscheiden:
- bij autopolyploïdie of autoploïdie treedt op bij vermenigvuldiging van het genoom van een soort of van een vruchtbare bastaard.
- bij allopolyploïdie of alloploïdie komen de chromosomen van verschillende oudersoorten. Dit verschijnsel komt vooral voor bij planten. Doordat hybriden meestal steriel zijn, worden de tijdens de evolutie ontstane tetraploïden of hogere polyploïden uitgeselecteerd.

Door het proces van diploïdisatie worden de fylogenetisch euploïde soorten gewoonlijk weer snel functioneel diploïde.